# Francis Terquem
Pour les articles homonymes, voir Terquem.
Francis Terquem (né en 1957) est un avocat français.

## Biographie
Francis Terquem serait né en 1957.
Lors de ses études, il est membre des Jeunesses socialistes. Cofondateur de SOS Racisme, et défenseur du Mouvement contre le racisme et pour l'amitié entre les peuples, il est un sympathisant notoire du Conseil représentatif des associations noires de France.
En 1986, il est condamné à 3 000 francs d'amende pour diffamation envers Charles Pasqua.
« Figure du barreau parisien  » et du Tout-Paris, il a été directeur de campagne de Christiane Taubira à l'élection présidentielle de 2002.
En 2003, il est impliqué dans une affaire de faillite frauduleuse.
En 2007, il a fait l'objet de poursuites pour menaces envers son ex-épouse,.
En 2013, il est l'avocat de Gérard Dalongeville, dans l'affaire de Hénin-Beaumont.
En 2015, il est expulsé avec sa consœur Marie-Paule Pioli de leur cabinet.

## Ouvrage
- Le Coup d'État judiciaire  (préf. Julien Dray), Paris, Ramsay, 1998, 215 p. (ISBN 2-84114-360-0).